# Tahar Rahim
Tahar Rahim (in arabo طاهر رحيم‎?; Belfort, 4 luglio 1981) è un attore francese di origine algerina.
È conosciuto soprattutto per il suo ruolo da personaggio principale, Malik El Djebena, nel premiatissimo film francese Il profeta di Jacques Audiard del 2009, venendo premiato con il Premio César per il migliore attore e l’European Film Awards per il miglior attore. Nel 2020 ha ricevuto consensi per la sua interpretazione nel film The Mauritanian, per il quale ha ricevuto la candidatura al Golden Globe nella sezione migliore attore in un film drammatico e al BAFTA al miglior attore protagonista.

## Biografia
Tahar Rahim nasce a Belfort, nella regione della Borgogna-Franca Contea, il 4 luglio del 1981, figlio di modesti immigrati algerini originari di Orano. Tahar dice di aver trovato rifugio dalla noia di Belfort nel cinema, guardando fino a 5 film a settimana durante la sua gioventù, un'abitudine che ha dato vita e alimentato la sua passione per l'arte cinematografica. Dopo la maturità acquisita al liceo Condorcet di Belfort, frequenta per due anni la facoltà di Informatica tra Strasburgo e Marsiglia, senza particolare interesse e motivazione. Successivamente Rahim ha abbracciato la sua passione per la recitazione e ha studiato cinema presso la Paul Valéry Università di Montpellier, periodo durante il quale le sue lotte come studente sono state mostrate in una docu-fiction di Cyril Mennegun Tahar, student, trasmessa sul canale TV francese France 5 nel 2006.
Rahim si trasferisce a Parigi nel 2005, dove ha studiato teatro sotto la direzione di Hélène Zidi-Cheruy a "Le Laboratoire de l'Acteur", mentre lavorava in una fabbrica durante la settimana e in un locale notturno nel fine settimana per sbarcare il lunario. A metà del 2006, dopo aver trovato un agente, Rahim ottiene una parte nella serie TV cult di Canal+ La Commune, scritta da Abdel Raouf Dafri. Seguirà una brevissima apparizione nel film horror Inside con protagonista Béatrice Dalle. Leggendo un giornale viene a conoscenza del nuovo progetto di Audiard, Il profeta, e riesce ad ottenere la parte del protagonista solo dopo aver passato un estenuante casting durato oltre tre mesi. Rahim ha dimostrato di avere una notevole bravura nel recitare in diverse lingue e con accenti diversi, in francese, corso e in arabo ne Il profeta, e in gaelico antico nel film di Kevin Macdonald The Eagle. Nel 2013 partecipa al film Il passato. Nel 2023 ha ottenuto il ruolo del villain Ezekiel Sims nel film del Sony's Spider-Man Universe Madame Web, diretto da S. J. Clarkson, previsto per il febbraio 2024.

### Vita privata
Dal 2010 è sposato con l'attrice Leïla Bekhti, conosciuta sul set del film Il profeta.
Leïla Bekhti e Tahar Rahim hanno quattro figli: un maschio nato nel luglio 2017, una femmina nel gennaio 2020, un maschio nel dicembre 2020 e una femmina nel marzo 2024.

## Filmografia

### Cinema
- Tahar l'étudiant, regia di Cyril Mennegun – documentario (2005)
- The 9/11 Commission Report, regia di Leigh Scott (2006)
- Inside - À l'intérieur (À l’intérieur), regia di Alexandre Bustillo e Julien Maury (2007)
- Il profeta (Un prophète), regia di Jacques Audiard (2009)
- The Eagle, regia di Kevin Macdonald (2011)
- Les Hommes libres, regia di Ismaël Ferroukhi (2011)
- Love and Bruises, regia di Lou Ye (2011)
- Il principe del deserto (Black Gold), regia di Jean-Jacques Annaud (2011)
- À perdre la raison, regia di Joachim Lafosse (2012)
- Il passato (Le Passé), regia di Asghar Farhadi (2013)
- Grand Central, regia di Rebecca Zlotowski (2013)
- Gibraltar, regia di Julien Leclercq (2013)
- Il padre (The Cut), regia di Fatih Akın (2014)
- Un amico molto speciale (Le Père Noël), regia di Alexandre Coffre (2014)
- Samba, regia di Olivier Nakache ed Éric Toledano (2014)
- Les Anarchistes, regia di Élie Wajeman (2015)
- Le Secret de la chambre noire, regia di Kiyoshi Kurosawa (2016)
- Riparare i viventi (Réparer les vivants), regia di Katell Quillévéré (2016)
- Il prezzo del successo (Le Prix du succès), regia di Teddy Lussi-Modeste (2017)
- Maria Maddalena (Mary Magdalene), regia di Garth Davis (2018)
- Voglia di gentilezza (The Kindness of Strangers), regia di Lone Scherfig (2019)
- The Mauritanian, regia di Kevin Macdonald (2021)
- Napoleon, regia di Ridley Scott (2023)
- Madame Web, regia di S. J. Clarkson (2024)
- Alpha, regia di Julia Ducournau (2025)

### Televisione
- La commune – serie TV, 8 episodi (2007)
- Bref. – serie TV, episodio 2x13 (2012)
- The Last Panthers – serie TV, 6 episodi (2015)
- The Looming Tower – miniserie TV, 10 episodi (2018)
- The Eddy – miniserie TV, 8 episodi (2020)
- The Serpent – miniserie TV, 8 episodi (2021)

### Cortometraggi
- You Never Left, regia di Youssef Nabil (2010)
- I Saved My Belly Dancer, regia di Youssef Nabil (2016)

## Teatro
- Libres sont les papillons di Leonard Gershe, regia di Hélène Zidi-Chéruy (2007-2008)

## Doppiatori italiani
Nelle versioni in italiano delle opere in cui ha recitato, Tahar Rahim è stato doppiato da:
- Gianfranco Miranda ne Il passato, Il padre, Un amico molto speciale, The Serpent
- Francesco Venditti in The Last Panthers, Riparare i viventi, Maria Maddalena, The Eddy
- Francesco Pezzulli in Il profeta, Napoleon
- Raffaele Carpentieri in Madame Web
- Paolo De Santis in Samba
- Nanni Baldini in Il principe del deserto
- Fabrizio De Flaviis in The Looming Tower
- Renato Novara in The Mauritanian
- Miloud Mourad Benamara in The Mauritanian (dialoghi in arabo)